# Шисешти (Марамуреш)
Шисешти (рум. Șisești) насеље је у Румунији у округу Марамуреш у општини Шишешти. Oпштина се налази на надморској висини од 368 m.

## Становништво
Према подацима из 2011. године у насељу је живело 1573 становника.